# Publius Antistius
Publius Antistius was een Romeins politicus, advocaat en senator.
Deze aanhanger van Sulla begon de cursus honorum als tribunus plebis in 88 v.Chr. In 86 v.Chr. was hij aedilis. In datzelfde jaar of in 85 v.Chr., was de bekende advocaat Antistius voorzitter van een rechtszaak tegen Gnaius Pompeius Magnus maior. Pompeius werd door deze vrijgesproken en zou enkele dagen daarop diens dochter Antistia huwen. In 82 v.Chr. werd hij door aanhangers van Gaius Marius minor vermoord.

## Antieke bronnen
- App., Bel. Civ. I 88.
- Cicero, Brutus 182, 226f., 308.
- Plut., Pomp. 4.2-3, 5; 9.3.